# Robert Ågren
Johan Eskil Robert Ågren, född 8 september 1869 i Eskilstuna, död 11 juli 1917 i Stockholm , var en svensk författare och pionjär inom arbetarrörelsen. Pseudonymer: B. B. Ilstersson; Old boy.

## Biografi
Ågren lärde sig till målare och kom omkring 1890 till Stockholm som målargesäll. Han var redan 1892 så känd inom Stockholms arbetarrörelse att han blev ordförande i De arbetslösas förening och redaktör för dess tillfälliga tidning. Han medarbetade ofta med noveller och följetonger i Social-Demokraten och andra rörelsetidningar. Det första av hans produktion som även utkom i bokform var en skildring på vers en målarstrejk i Stockholm 1896 med titeln Ur klassernas tvekamp. Han gav även 1899 ut en skrift om Sundsvallsstrejken till dess tjugoårsjubileum. I hans digra produktion före sekelskiftet förekom artiklar, noveller och resebrev från agitationsresor, särskilt från Norrland. Eftersom han var medlem av den socialistiska ungdomklubben, fick han i uppdrag att skriva prenumerationsanmälan till första numret av Brand, vilket skedde på vers i revolutionär anda: "En eld som äter all uselheten / och andligt renar all mänskligheten / en jättebrand / kring alla land / som hädiskt lyser mot självaste solen / ifrån ekvatorn och bort mot polen." Och den avslutades: "Giv att den brand, för vilken det glöder / endast det onda i världen öder." År 1901 utkom även en roman På brottslig stig.
När Arbetarbladet i Gävle startade blev han dess förste redaktör. Han tillträdde i mars 1902 men slutade redan i januari 1903. Man tror att detta föranleddes av hans oregerliga livsföring och tilltagande alkoholism. Hädanefter arbetade han endast som frilans, utan någon fast anställning, och blev känd som en av Klarabohemerna. Han var till en början ofta anlitad som agitator, men även det upphörde då han inte kunde sköta sina uppdrag. Han förde under några år en kringflackande tillvaro och reste bland annat i Finland, Ryssland och Baltikum, varifrån han skrev artiklar. Från 1907 vistades han i Stockholm och var då mycket produktiv och skrev kampdikter, noveller, artiklar och kåserier. År 1908 skrev han även målaryrkets historia Ett yrkes historia (1909). Under sina sista år blev han allt sjukare och författarskapet blev lidande. De sista fem åren bidrog han främst till August Palms propagandatidning Appell  mot Brattsystemet och nykterhetsorganisationernas propaganda för rusdrycksförbud.
År 1917 vistades han på sjukhus en längre tid, men skrevs ut innan han hunnit bli frisk. Några ledande socialdemokrater, bland andra Per Albin Hansson, tog initiativ till en insamling för att bereda Ågren fortsatt sjukhusvård. Han avled emellerid på ett billigt hotell i Klarakvarteren  den 29 juli 1917 innan insamlingen givit något nämnvärt resultat.